# 逸华航空
逸華航空（Comlux）总部位于瑞士苏黎世的航空公司。逸华航空的機隊拥有5架空客 ACJ系列公务机，是全球最大的空客公务机运营商。此外逸华航空还运营着世界上最大的庞巴迪公务机机队之一，自2011年9月以来，逸华航空也运营了一架可供包机的波音767BBJ。逸华航空在世界各地共有有4个子公司：马耳他、阿鲁巴、哈萨克斯坦和圣马力诺。逸华航空运营着由以下机型和VIP配置的公务机所组成的机队：
- 空客ACJ319
- 庞巴迪挑战者850
- 庞巴迪挑战者605
- 庞巴迪环球6000
- 巴西航空工业公司世袭1000
- 波音767-200ER
- 巴西航空工业公司萊格賽650
- 苏霍伊超级喷气机100（于2011年10月订购2架， [6]1架交付）（启动客户）
- 波音777-200LR
- 皮拉图斯PC-24

其机队分布在世界各地，包括逸华航空在马耳他国际机场、 阿拉木图机场、 和伏努科沃国际机场的运营基地。
2015年初，逸华航空宣布订购了两架波音BBJMAX8公务机。
2016年2月，逸华航空宣布订购3架由CFM国际Leap-1A发动机提供动力的空客ACJ320neo。
2023年8月，時任中華民國副總統賴清德出席新任巴拉圭總統就職典禮時，自美國轉機至巴拉圭時，即搭乘逸華航空波音767商務包機。

### 逸华阿鲁巴岛航空
截至2025年6月，逸華阿鲁巴机队由以下飞机组成：   

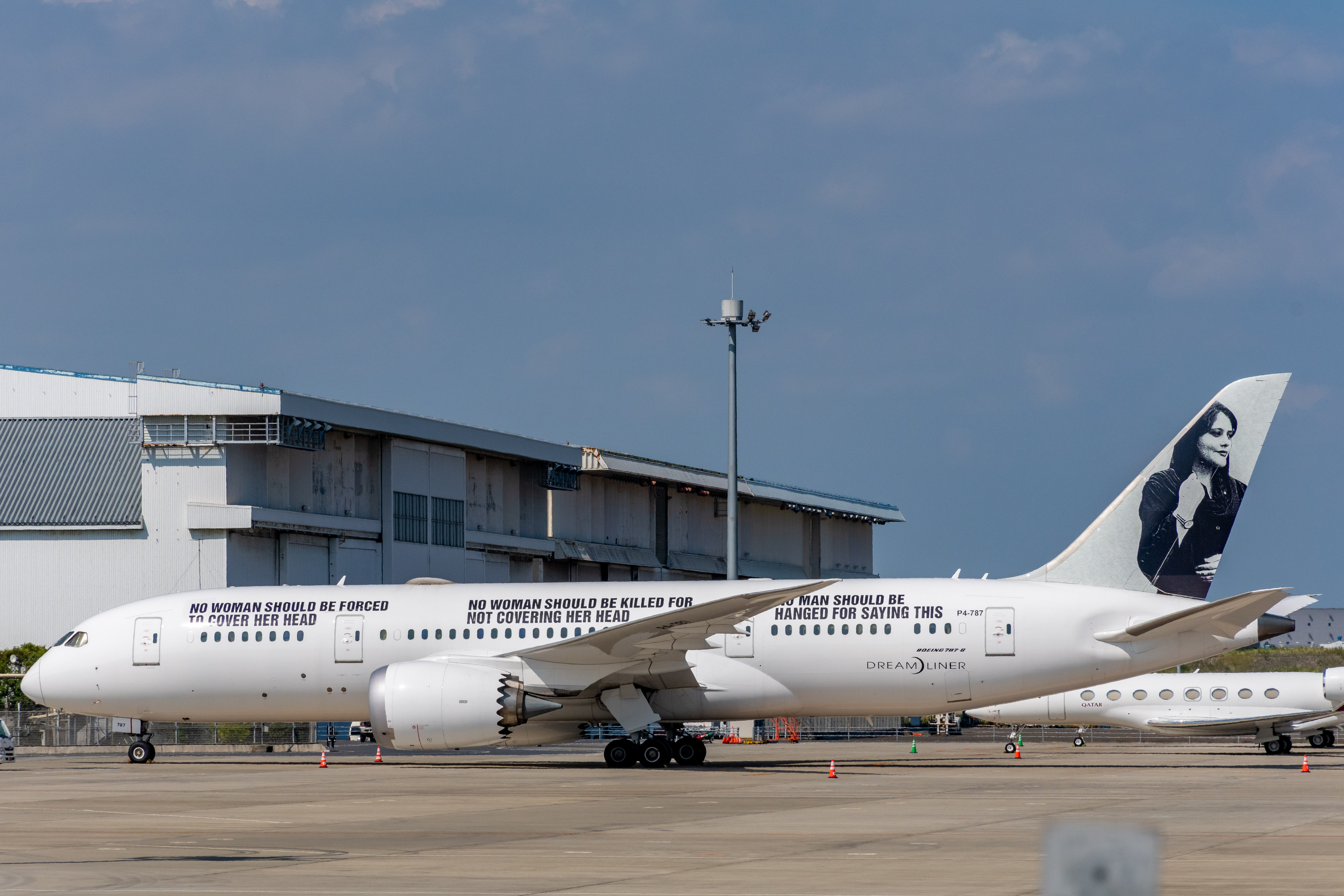
逸华阿鲁巴營運的的波音787實際屬於安立奎·皮涅羅

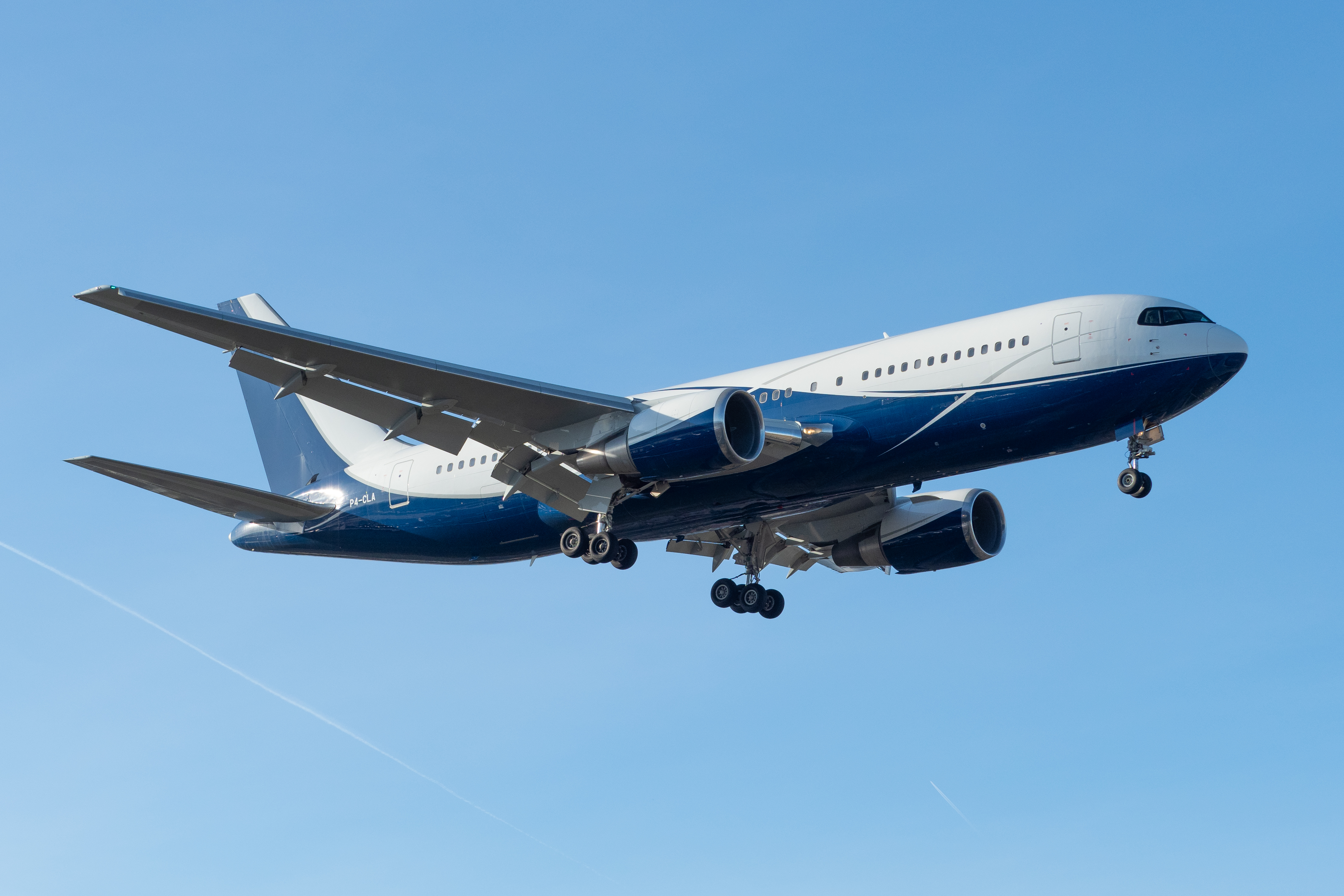
逸华阿鲁巴岛航空的波音767

| 機型          | 營運中 | 訂購中 | 載客量 | 備註 |
| ------------- | ------ | ------ | ------ | ---- |
| 波音767-200ER | 1      | —      | VIP    |      |
| 波音787-8     | 1      | —      | 237    |      |
| 總共          | 2      | —      |        |      |